# Michel Renard
Pour les articles homonymes, voir Renard (homonymie).
Michel Renard, né le 24 septembre 1924 au Marigot (Martinique) où il est mort le 17 décembre 2015,, est un homme politique martiniquais, grande figure de la droite locale. Il est maire du Marigot de 1947 à 1995 et député de la Martinique de 1986 à 1988.

## Biographie
Michel Renard est enseignant de profession et est élu maire du Marigot en 1947 à l'âge de 23 ans sous l'étiquette du Parti communiste. C'est à l'époque le plus jeune maire de France et de l'histoire de la Martinique. Sur le plan politique, la personnalité de Michel Renard, a profondément marqué la vie politique martiniquaise et plus particulièrement sa commune, le Marigot. Homme de caractère, ses opposants politiques le surnommait « le Shérif » parce que selon les rumeurs, il marchait avec une arme à feu dans sa poche pour se protéger de ses adversaires.
Il est, en outre, le précurseur du SIATNO, devenu SIVMANO en 1975 puis la Communauté de communes du Nord Martinique en 1995 et la Communauté d'agglomération du Pays Nord Martinique en 2013. Il sera le président du SIVMANO durant plusieurs années. De plus, Michel Renard est à l'origine de la création du Parc naturel régional de Martinique et du syndicat des Eaux du Nord Atlantique (S. C. N. A.). Au niveau du département de la Martinique, il a mis sur pied la commission F. I. R. (Fonds d'Intervention Routier) qui a structuré l'ensemble du réseau routier du département et la Direction Départementale des Services Techniques (D. D. S. T.).
En 1958, il rejoint le mouvement gaulliste auquel il reste fidèle jusqu'en 1991. Il est secrétaire départemental de la fédération RPR de la Martinique de 1977 à 1987. Aux élections législatives de 1978, Michel Renard se présente contre Aimé Césaire, le député sortant. Mais la campagne électorale est émaillée de violences. Le 9 mars 1978, lors d'un meeting électoral, une rixe éclate sur la Place de la Savane à Fort-de-France entre les partisans des deux camps, et un homme, Théolien Jalta, membre du service d'ordre de Michel Renard est tué à coups de rasoir. Cette campagne électorale fut l'une des plus violentes de l'histoire de la Martinique. Aux premières élections régionales de 1983, Michel Renard est tête de liste de « L'union départementale » (union RPR, UDF et DVD) et obtient 52 147 voix.
Aux législatives de 1986, Michel Renard est élu député de la Martinique, poste qu'il occupe jusqu'en 1988. Il siège dans le groupe RPR à l'Assemblée nationale. Mais déçu par le comportement de certains élus de droite, Michel Renard prend ses distances avec le RPR et fonde le 7 avril 1991 son propre parti politique le mouvement « La Martinique Avant Tout ». Aux municipales de 1995, il perd les élections municipales face au candidat de gauche, Ange Lavenaire. Après avoir été maire du Marigot pendant 48 ans, Michel Renard met fin à sa carrière politique. Il meurt le 17 décembre 2015 à son domicile au Marigot. 

## Mandats électifs
- Maire du Marigot de 1947 à 1995 (durant 48 ans)
- Conseiller général du canton du Marigot de 1949 à 1998
- Conseiller régional de 1983 à 1992
- Député de la Martinique de 1986 à 1988.